# 通州新城南门
39°53′59″N 116°39′06″E / 39.899668°N 116.651669°E

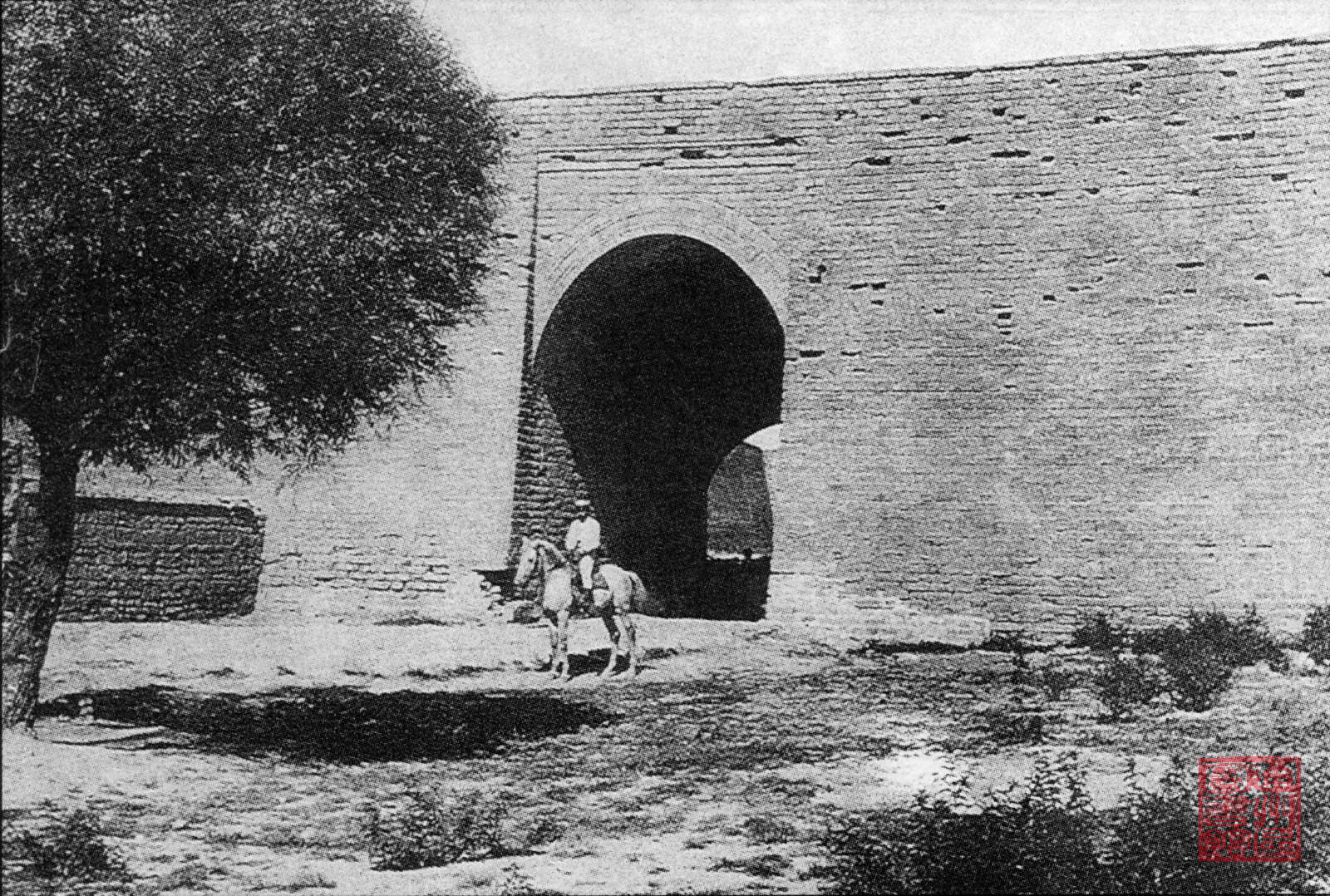
通州新城南門

通州新城南门是通州新城城墙中的南门，位于今潞河医院西门处，现已拆除。城门题为望帆雲表。

## 周边
- 新城南门内是十字街，联通大運西倉。
- 倉場總督衙門：在新城南門內[3]，现不存。
- 大運南倉：在新城南門內，天順年添設[4]，现不存。
- 寶通寺：在新城南門外。明天順七年（1463年），太監張文鋒重建，被颁发了招牌[4]，现不存。
- 潞河医院：原在新城北后街，义和团运动中医院被焚，1903年传教士都春甫利用清政府和通州地方16万两白银赔款在新城南门外千佛庵一带土地重建[5]。

|  | 通州 新城 北門 南門 新城南門 西門 東門 北極閣 文昌閣 敵樓 舊敵樓 鼓樓 文殊塔 南溪閘 減水閘 通流閘 新城大街 西大街 北大街 东大街 南关大街 南大街 西顺城街 天成巷 帥府街 東關大街 十字街 大、小紅牌樓胡同 新街下坡胡同 新街口 西倉 南倉 中倉 馬家胡同 熊家胡同 四眼井胡同 史家胡同 白將胡同 大条胡同 二条 三条胡同 小燒酒胡同 半截胡同 大燒酒胡同 中倉胡同 倉溝 史家胡同 石板胡同 如意胡同 蔡家胡同 教子胡同 東塔胡同 前剪子巷 后剪子巷 豆腐巷 八里橋 通利橋 哈叭橋 善人橋 臥虎橋 吾党橋 東水關 南水關 東海 西海 葫蘆頭 石壩 土壩 北運河 通州衛 理事廳 倉場署 刑錢府 江蘇局 浙江局 貢院 後營 東營房 西營房胡同 定邊衛 北後街 南街 黃亭 聖教寺 慈航寺 靜安寺 觀昌寺 文廟 武聖廟 大關廟 龍王觀 三官廟 萬壽宫 碧霞宫 射園 北果市 牛市口 魚市 糧食市 江米店 東柵欄口 西柵欄口 玉带河 |
|  | 光緒《通州志》中的“城池圖” |